# LSD (videojuego)
LSD (también conocido como LSD: Dream Emulator) es un videojuego de aventura lanzado solo en Japón en 1998 para la consola PlayStation basado en un diario de sueños que Hiroko Nishikawa, una diseñadora de Asmik Ace Entertainment, había estado guardando hace una década. Es uno de los tres productos lanzados sobre el diario (los otros son un CD de música, llamada LSD And Remixes y el propio diario, publicada como Lovely Sweet Dream en cantidad limitada). 
El juego se ha ganado y se considera en la actualidad un juego de culto pequeño, debido a la naturaleza generalmente perturbadora, rara, siniestra y extraña del juego y su contenido.

## Jugabilidad
En LSD el jugador se desplaza a través de un mundo de pesadillas o sueños psicodélicos, dependiendo del lugar al que va el jugador. La idea es simplemente pasear y explorar en un entorno de ensueño. Hay muchos ambientes extraños en este mundo, y una manera de viajar a través de ellos es a pie. Sin embargo, si el jugador choca con paredes u otros objetos en el juego, será transportado a otro entorno instantáneamente a través de un sistema llamado "conexión". Chocar contra personas, animales u objetos especiales por lo general resulta en un sueño extraño.
Los diferentes mundos que existen en el videojuego son los siguientes:
- Bright Moon Cottage (Cabaña de la Luna Brillante)
- Pit & Temple (Pozo y templo)
- Kyoto (Kioto)
- Natural World (Mundo Natural)
- Happy Town (Ciudad Feliz)
- Violence District (Distrito de la Violencia)
- Moonlight Tower (Torre de la luz lunar)
- Temple Dojo (Dojo del Templo)
- Flesh Tunnels (Túneles de Carne)
- Clockwork Machines (Máquinas de Relojería)
- Long Hallway (Pasillo largo)
- Faces Heave (Caras alzadas)
- Black Space (Espacio oscuro)
- Monument Park (Parque de los monumentos)

Cada sueño puede durar hasta 10 minutos, después de que el jugador se "despierte", cuando la pantalla se desvanece lejos y el jugador es enviado de vuelta al menú inicial del juego. Sin embargo, si el jugador se cae en un acantilado o en un agujero en el sueño, entonces el jugador se despierta inmediatamente. Hay un gráfico que aparece al final de cada sueño que realiza un seguimiento del estado de la mente del jugador, los estados son Upper, Downer, Static y Dynamic, que se refiere a los ambientes y la sensación en general del sueño que el jugador acaba de pasar. Los estados anteriores pueden tener efectos sobre los sueños posteriores.
Mientras que el jugador camina a través de un entorno, el entorno puede cambiar repentinamente. Por ejemplo, los ojos pueden aparecer de pronto en las paredes y se quedan mirando el jugador. Incluso si el jugador visita el mismo sitio dos veces, puede parecer bastante diferente -a veces-, las texturas de las paredes van a cambiar a versiones ligeramente diferentes o nuevos objetos aparecerán para el jugador a encontrar. También se pueden encontrar extrañas criaturas deambulando por allí, incluyendo una ninfa celestial volando por el aire, un caballo galopando por la pradera, o un hombre enorme de llenando toda una habitación.
El juego se desarrolla en un entorno en primera persona. El jugador puede utilizar los botones de dirección  y  para ver y cambiar de dirección, los botones  y  para iniciar o invertir el movimiento y los botones L1, L2, R1 o R2 para ametrallar a la izquierda o a la derecha. El jugador también puede mantener pulsado  mientras se mueve para correr,  para mirar abajo y  para mirar arriba.
El número de "días" se mantienen fuera de la pista. a medida que el jugador avanza, el patrón en las paredes y la forma del jugador puede transmutar. En ocasiones, el jugador puede encontrarse con un hombre con una gabardina gris y sombrero, comúnmente conocido como "Gray Man" o "Shadow Man". Él camina en una sola dirección. acercarse demasiado a él hará que la pantalla parpadee, que el hombre desaparezca, y eliminará la capacidad de recordar el sueño en un flashback. Las otras criaturas extrañas tales son los "Abyss Demons" (En Español: Demonios del Abismo), que atrae al jugador una vista maravillosa fuera de su alcance y luego de repente se desprende de la pared del acantilado y te hace ir a un nuevo sueño. Luego, en la casa entre dos paredes o en el segundo piso, hay un hombre gigante en una cama, el cual te dará un cabezazo y cambiara a un nuevo paisaje de sueño. Estos son algunos de los lugares más espantosos de LSD.

## Flashback
Después de aproximadamente 20 días de juego, aparecerá una nueva opción en el menú principal, llamada "Flashback". Este modo sólo durará alrededor de 3 a 5 minutos en lugar de los 10 minutos del juego principal. El propósito del Flashback es volver a visitar lugares y personajes de los sueños pasados. Debido a la naturaleza altamente aleatoria del juego, el modo de Flashback es a menudo la única manera de ver un área con las mismas texturas dos veces. Tomando los mismos pasos en Flashback como en el sueño normal, se permitirá rehacer uno para completamente ver más de ese sueño.

## Banda sonora
Existen numerosos patrones de la música de fondo en el juego. Son llamados patrones, no melodías, porque todos comparten la misma partitura musical, pero se reproducen en diferentes tonos. Parte de la música fue hecha por Ken Ishii, un DJ techno japonés y productor que más tarde compuso para los juegos Rez y Lumines II.
La banda sonora LSD fue compuesta por Osamu Sato con la colaboración de Ken Ishii. Fue lanzada como 2 CD recopilatorios en Japón por Mine Music, un sello de registro techno japonés, el 21 de octubre de 1998. Contiene la música del juego, así como remixes de varios músicos notables de la lista Warp Records, como el pionero de IDM μ-Ziq (Mike Paradinas) y el músico de jazz Jimi Tenor.

### LSD And Remixes
Duración total: 100:56

Disco 1:
- 1. Funky Solution
- 2. Long Tall Eyelash
- 3. TV River
- 4. Professional Problem
- 5. Oriental Grill
- 6. Come On And
- 7. Fax Factory
- 8. Fried Banana
- 9. Say Cheeze

Disco 2:
- 1. Long Tall Eyelash (Mix de Ken Ishii)
- 2. Funky Solution (Mix de Jimi Tenor)
- 3. Long Tall Eyelash (Mix de μ-Ziq)
- 4. TV River (Mix de Morgan Geist)
- 5. Professional Problem (Mix de Pantune Music)
- 6. Oriental Grill (Mix de M.P.O.)
- 7. Come On And (Mix de Out Ass Mao)

### Lucy in the Sky with Dynamites
Pistas:
- 1. Intro
- 2. Acid Groove
- 3. Bad Vibrations
- 4. Rapid Eye Movement
- 5. LSD Choir
- 6. Segue 01
- 7. Post Hypnotic Neon Vacation
- 8. Schizophrenic Ragtime
- 9. Stray Dogs and Back Alleys
- 10. Red Fog Over Kyoto
- 11. Deja Vu
- 12. Segue 02
- 13. LSD
- 14. Segue 03
- 15. Microsleep
- 16. Dullness
- 17. Silver Mutant Children
- 18. Segue 04
- 19. Neurons Firing
- 20. Flashback